# Stephen Martin
Stephen Alexander Martin  (Bangor (Noord-Ierland), 13 april 1959) is een hockeyer uit het Verenigd Koninkrijk. Potters positie was centrale verdedigder. Potter speelde 135 interlands voor het Ierse elftal en ook nog 94 interlands voor Britse hockeyelftal. 
In het hockey vertegenwoordigt het Ierse elftal het eiland en niet alleen het land. Vanwege zijn Britse paspoort kon bij ook uitkomen voor het Britse elftal, waarmee hij deelnam aan drie olympische spelen en meerdere Champions Trophys. Met het Ierse elftal nam Martin deel aan de Europese en wereldkampioenschappen.
Martin won met de Britse ploeg de bronzen medaille tijdens de spelen van Los Angeles. Vier jaar later won Martin de gouden medaille tijdens de spelen van Seoel. 

## Erelijst
- 1983 - 10e Europees kampioenschap in Amstelveen
- 1984 -  Olympische Spelen in Los Angeles
- 1984 -  Champions Trophy mannen in Karachi
- 1985 -  Champions Trophy mannen in Perth
- 1986 - 4e Champions Trophy in Karachi
- 1987 - 6e Europees kampioenschap in Moskou
- 1988 -  Olympische Spelen in Seoel
- 1990 - 12e Wereldkampioenschap in Lahore
- 1990 - 6e Champions Trophy in Melbourne
- 1991 - 7e Europees kampioenschap in Parijs
- 1992 - 6e Olympische Spelen in Barcelona